# José Figueroa Alcorta
José María Cornelio Figueroa Alcorta  (Córdoba, 20 de novembro de 1859 - Buenos Aires, 27 de dezembro de 1931) foi um advogado e político argentino que exerceu a presidência do país após o falecimento de Manuel Quintana, de quem era vice-presidente.

## Crise política e social
Como chefe de estado, desliga-se de toda influência partidária, perdendo o apoio do seu partido, o PAN. Sofre oposição da imprensa, dos governos das províncias e o Poder Legislativo não aprova o orçamento, impossibilitando o pagamento de dívidas e o desenvolvimento do país. No mesmo ano em que assume o governo, sofre um atentado na porta de sua casa. O agressor, Francisco Solano Rejis, lança contra ele uma bomba, que não chega a explodir.
Intensificam-se os protestos populares e as comemorações do Dia do Trabalho em 1º de maio de 1909 na praça Lorea terminam com uma repressão policial, provocando várias mortes. Os sindicatos responsabilizam o chefe de polícia, coronel Ramón Falcón, que é morto em novembro em um atentado a bomba. Em 26 de junho de 1910, no Teatro Colón, durante os festejos do centenário da Independência, explode outra bomba durante a apresentação da ópera Manón de Massenet, causando ferimentos em várias pessoas.

## Desenvolvimento econômico
Apesar dos conflitos sociais durante sua administração, há um relativo progresso econômico, com o aumento da produção agrícola, desenvolvimento industrial e do comércio exterior. É regulamentado o trabalho das mulheres e jovens. Durante sua gestão, entram no país cerca de 1 500 000 imigrantes.
As obras públicas têm também um crescimento considerável: canais, pontes, estradas, barragens, irrigação, alcançam as partes mais remotas do país. Em 1907 é descoberto o primeiro campo petrolífero em Comodoro Rivadavia. Buenos Aires passa a sediar importantes congressos internacionais: da Indústria, de Ciências Sociais, de Ferrovias e outros. Com os festejos do Centenário da Revolução de Maio em 1910, não se economizam gastos com festas populares e desfiles. Os serviços de transporte em Buenos Aires se desenvolvem, é inaugurado um hotel da rede Plaza e têm início as construções de grandes obras como dos Palácios de Águas Corrientes, da Justiça e dos Correios. É também inaugurado o Palácio do Congresso Nacional. São construídas ligações ferroviárias entre Buenos Aires e as províncias e ampliadas as redes de água e saneamento.

## Reforma política
Durante seu governo, Alcorta intervém em Tucumán, San Juan, San Luis, Corrientes e Rioja para reorganizar os poderes políticos, preparando assim o caminho para uma reforma política, com mudanças no sistema eleitoral. Estas reformas seriam implantadas durante a gestão de seu sucessor, Roque Sáenz Peña, que assumiu o governo em 12 de outubro de 1910 em meio a uma crise social, greves e rumores de uma conspiração radical.
Anos mais tarde, exercendo o cargo de ministro da Corte Suprema, foi o único juiz que se propôs a renunciar quando ocorreu o golpe de estado de 1930.